# Гай-Нелла (Нью-Джерсі)
Гай-Нелла (англ. Hi-Nella) — місто (англ. borough) в США, в окрузі Кемден штату Нью-Джерсі. Населення — 927 осіб (2020).

## Географія
Гай-Нелла розташований за координатами 39°50′12″ пн. ш. 75°1′19″ зх. д. / 39.83667° пн. ш. 75.02194° зх. д. (39.836551, -75.021843).  За даними Бюро перепису населення США в 2010 році місто мало площу 0,60 км², уся площа — суходіл.

## Демографія
Згідно з переписом 2010 року, у селищі мешкало 870 осіб у 377 домогосподарствах у складі 216 родин. Було 420 помешкань
Расовий склад населення:
| - 71,7 % — білих - 15,1 % — чорних або афроамериканців - 4,0 % — азіатів - 0,7 % — корінних американців - 5,6 % — осіб інших рас |

До двох чи більше рас належало 2,9 %. Частка іспаномовних становила 10,6 % від усіх жителів.
За віковим діапазоном населення розподілялося таким чином: 20,2 % — особи молодші 18 років, 70,5 % — особи у віці 18—64 років, 9,3 % — особи у віці 65 років та старші. Медіана віку мешканця становила 34,2 року. На 100 осіб жіночої статі у селищі припадало 89,1 чоловіків;  на 100 жінок у віці від 18 років та старших — 86,6 чоловіків також старших 18 років.
Середній дохід на одне домашнє господарство  становив 53 003 долари США (медіана — 47 589), а середній дохід на одну сім'ю — 60 406 доларів (медіана — 50 962). Медіана доходів становила 34 063 долари для чоловіків та 37 833 долари для жінок. За межею бідності перебувало 13,8 % осіб, у тому числі 15,7 % дітей у віці до 18 років та 2,9 % осіб у віці 65 років та старших.
Цивільне працевлаштоване населення становило 441 осіб. Основні галузі зайнятості: мистецтво, розваги та відпочинок — 18,6 %, освіта, охорона здоров'я та соціальна допомога — 18,4 %, роздрібна торгівля — 17,5 %.